# Каштак (горнолыжный комплекс)
Уро́чище Кашта́к — природно-рекреационная зона в Красноярске, расположенная на склонах Восточного Саяна. Исторически через Каштак проходила Каштаковская тропа, основной маршрут для столбистов к Центральным Столбам. В 1950-е годы здесь построены крупные трамплины и одни из первых в городе горнолыжных трасс. Сегодня территория сохраняет природную ценность, находясь вблизи границ национального парка «Красноярские Столбы».

## Физико-географическая характеристика
Урочище Каштак представляет собой холмистую местность с выраженным перепадом высот, достигающим 240 метров. Территория сложена сиенитовыми породами, аналогичными Красноярским Столбам, которые подверглись интенсивной эрозии, образовав ступенчатые склоны и скальные останцы. Рельеф сформировался под воздействием четвертичных оледенений, оставивших моренные отложения, а также тектонических процессов, создавших современный ступенчатый профиль. Эрозионная деятельность ручья Каштак и выветривание продолжили моделирование ландшафта, сформировав смешанные леса березово-сосновые леса с участками скальных выходов. Инженерно-геологические особенности включают многолетнемерзлые породы несливающегося типа и оползнеопасные грунты (суглинки, щебнистые массы).

## Флора и фауна
Леса преимущественно сосново-берёзовые с участием кедра, характерные для северо-западных отрогов Восточного Саяна. Встречаются участки с пихтой и елью, особенно во влажных понижениях. Травяной покров включает злаково-разнотравные луга с типичными сибирскими видами — грушанкой, брусникой и черникой, хотя по сравнению с заповедной зоной нацпарка здесь преобладают вторичные березняки.
Каштак служит буферной зоной для «Красноярских Столбов», обеспечивая экологический коридор для миграции животных. Однако из-за активного туристического использования биоразнообразие здесь менее насыщенное, чем в заповедной части парка. В урочище обитают пёстрые дятлы, клесты, а также хищные птицы — ястребы-тетеревятники и канюки. Из млекопитающих встречаются белки, зайцы-беляки и лисицы, реже — мигрирующие из нацпарка косули и кабаны. Вдоль ручья Каштак можно наблюдать ужей обыкновенных и остромордых лягушек. Район ручья Каштак — лучшее на Столбах место для наблюдения дрозда-рябинника и чижа. В 2024 году здесь зафиксировали раннее выведение птенцов дроздами-белобровиками (21-22 мая), что специалисты связывают с временным закрытием территории для посетителей в апреле.

## История освоения
Через урочище Каштак с XIX века проходила Каштаковская тропа, служившая основным маршрутом к скальным массивам Центральных Столбов (Дед, Перья, Львиные Ворота), где сформировались традиции столбизма. В 1938 году в дальней части Каштаковской тропы в маленькой избушке на несколько лет поселилась Елена Александровна Крутовская, которую с риском для себя решил спасти от репрессий директор заповедника тех лет – Петр Кожуховский. После 1978 года, с открытием канатной дороги «Бобровый лог», тропа утратила значение, сохранив лишь фрагменты маркировок, запечатлённые на архивных фото.
История урочища тесно связана с развитием зимних видов спорта в Красноярском крае. В 1950-е годы здесь построены крупнейшие в Красноярске трамплины, 4 трамплина (20, 40, 70 и 100 м). 100-метровый трамплин построен в 1974, является крупнейшим в России и предназначен для полетов на лыжах. Построен при активном участии первого секретаря Красноярского горкома КПСС Владимира Прохоровича Капелько. На красноярских трамплинах проводили крупнейшие в СССР и России соревнования V и VI зимних Спартакиад народов СССР 1982 и 1986, чемпионаты СССР по полетам на лыжах, Всесоюзный турнир на призы маршала Виктора Кондратьевича Харченко. В 1972 году открыты горнолыжные трассы с бугельными подъёмниками, ставшие популярными для тренировок, однако крупные соревнования проводили на горнолыжных трассах в соседнем Бобровом логу. К 1990-м годам сооружения окончательно забросили из-за прекращения финансирования, разрушения деревянных конструкций и переноса внимания на современные объекты. Последние соревнования здесь проводили в конце 1980-х, а к 2000-м сохранились лишь заросшие лесом фрагменты стартовых площадок.
В 2019 году, в рамках подготовки к XXIX Всемирной зимней Универсиаде, в Красноярске проводили масштабную реконструкцию спортивных объектов и включили в перечень проект обновления комплекса «Каштак»; однако из-за бюджетных ограничений проект был отложен.

## Современное состояние и инфраструктура
На территории урочища функционирует горнолыжный комплекс, который ежегодно посещают около 50 тысяч любителей зимнего спорта. Комплекс включает основной склон протяжённостью 1 350 метров с перепадом высот 220 метров и отдельную трассу для могула. Основная трасса сложной конфигурации, разделённая на три участка разного уровня сложности. Для подъёма используются два бугельных подъёмника типа «швабра», склон освещён и обслуживается ратраком. Комплекс предлагает обучение с инструкторами и детскую горнолыжную школу, работает с ноября по май: в будни с 14:30 до 22:30, в выходные с 10:00 до 22:30 (выходной — понедельник). Обеспечены прокат снаряжения (горные лыжи, сноуборды, сноутюбы), сервисный центр для ремонта, тёплая раздевалка, медпункт с дежурным врачом, сауна, беседки с мангалами, кафе и шашлычная.
Инфраструктура состоит из верхнего комплекса зданий (гостиница, кафе и бывший спортзал) и нижнего комплекса (административное здание, гараж, технические помещения и три гостевых домика). Территория площадью 9,7 гектара (из которых 4,5 гектара — ровная площадка) оборудована асфальтированным подъездом, автономным водоснабжением от скважины (2,5 литра в секунду) и комбинированной системой отопления (уголь/солярка). Комплекс расположен в непосредственной близости от национального парка «Красноярские Столбы».
В 2021 году стоимость горнолыжного комплекса «Каштак» оценили в 55 миллионов рублей. В 2023 году приобретен золотодобывающим холдингом «Сибзолото». Владелец планирует масштабную модернизацию территории, включая замену подъёмников, расширение трасс до 2 км и создание круглогодичной рекреационной зоны с велопарком и SPA-комплексом. Ключевой спорный момент — проект коттеджного посёлка на 4,7 га, требующий изменения зонирования земель. Компания обосновывает расширение диверсификацией бизнеса и созданием 120 рабочих мест, однако экологи выступают против из-за близости к охранной зоне нацпарка «Красноярские Столбы», где запрещено капитальное строительство. Планируемые публичные слушания в сентябре 2025 года должны определить дальнейшую судьбу проекта.
Обсуждения среди жителей сводятся к противостоянию сторонников развития туризма (≈40 %) и защитников природы (≈60 %), опасающихся нарушения экологического баланса. Критики указывают на риски капитального строительства в буферной зоне.

## Галерея
- Горнолыжный комплекс Каштак
- Трасса и подъемник горнолыжного комплекса Каштак
- Выкат горнолыжного комплекса Каштак
- Траволатор горнолыжного комплекса Каштак
- Трасса для тюбинга горнолыжного комплекса Каштак
- Бак для воды на ручье в горнолыжном комплексе Каштак
- Купол горнолыжного комплекса Каштак
- Бар горнолыжного комплекса Каштак
- Сцена горнолыжного комплекса Каштак